# Stanjevo
Stanjevo (izvirno srbsko Стањево) je naselje v Srbiji, ki upravno spada pod Občino Aleksandrovac; slednja pa je del Rasinskega upravnega okraja.

## Demografija
V naselju živi 977 polnoletnih prebivalcev, pri čemer je njihova povprečna starost 37,9 let (37,6 pri moških in 38,2 pri ženskah). Naselje ima 362 gospodinjstev, pri čemer je povprečno število članov na gospodinjstvo 3,44.
|  |

| Demografija | Demografija     | Demografija     |
| Leto        | Št. prebivalcev | Št. prebivalcev |
| ----------- | --------------- | --------------- |
|             |                 |                 |
|             |                 |                 |
|             |                 |                 |
|             |                 |                 |
| 1948        | 315             |                 |
| 1953        | 363             |                 |
| 1961        | 352             |                 |
| 1971        | 676             |                 |
| 1981        | 991             |                 |
| 1991        | 1197            | 1156            |
| 2002        | 1337            | 1244            |
|             |                 |                 |

| Etnična sestava po popisu iz leta 2002 | Etnična sestava po popisu iz leta 2002 | Etnična sestava po popisu iz leta 2002 | Etnična sestava po popisu iz leta 2002 | Etnična sestava po popisu iz leta 2002 |
| -------------------------------------- | -------------------------------------- | -------------------------------------- | -------------------------------------- | -------------------------------------- |
| Srbi                                   | Srbi                                   |                                        | 1.238                                  | 99,51%                                 |
| Neznano                                | Neznano                                |                                        | 4                                      | 0,32%                                  |